# Tả Nhìu
Tả Nhìu là một xã thuộc huyện Xín Mần, tỉnh Hà Giang, Việt Nam.

## Địa lý
Xã Tả Nhìu có vị trí địa lý:
- Phía đông giáp xã Cốc Rế
- Phía tây giáp thị trấn Cốc Pài và xã Bản Ngò
- Phía nam giáp xã Chế Là
- Phía bắc giáp xã Thèn Phàng.

Xã Tả Nhìu có diện tích 20,27 km², dân số năm 2019 là 3.650 người, mật độ dân số đạt 180 người/km².

## Hành chính
Xã Tả Nhìu được chia thành 11 thôn, bản: Lủng Mở, Na Lan, Lùng Tráng, Vai Lung, Na Ri, Na Van, Nấm Dé, Thẩm Giá, Cốc Cang, Na Hu, Đoàn Kết.

## Lịch sử
Trước đây, Tả Nhìu là một xã thuộc huyện Hoàng Su Phì.
Ngày 15 tháng 12 năm 1962, Hội đồng Chính phủ ban hành Quyết định 211/1962/QĐ-CP về việc chia xã Chế Là thành xã Tả Nhìu và xã Chế Là.
Ngày 1 tháng 4 năm 1965, Hội đồng Chính phủ ban hành Quyết định số 49-CP về việc thành lập huyện Xín Mần trên cơ sở tách xã Tả Nhìu thuộc huyện Hoàng Su Phì.